# Сатурнино де ла Фуенте Гарсија
Сатурнино де ла Фуенте Гарсија (шп. Saturnino de la Fuente García; Леон, 11. фебруар 1909 — Леон, 18. јануар 2022) био је шпански суперстогодишњак који је према гинисовој књизи рекорда носио титулу најстаријег живог мушкарца на свету у периоду од 12. августа 2021. до 18. јануара 2022. године.

## Биографија
Сатурнино де ла Фуенте Гарсија рођен је у Леону, Кастиља и Леон, Шпанија, 11. фебруара 1909. године, као најмлађе од шесторо деце Салустијана и Хозефе де ла Фуенте Гарсије. 1927. године, постао је један од оснивача фудбалског клуба Пуенте Кастро, у којем је играо као центарфор. 29. априла 1933. године, оженио се Антонином Барио Гутијерез. Имали су осморо деце, седам ћерки и сина, који је преминуо као беба. Захваљујући својој ниској висини од свега 150 центиметара, избегао је борбу у Шпанском грађанском рату (1936–1939). Супруга му је преминула 1982. године.
11. фебруара 2019. године, прославио је свој 110. рођендан, поставши суперстогодишњак.
28. августа 2019. године, након смрти 111-годишњег Хесуса Мостеа Переса, постао је најстарији живи мушкарац у Шпанији.
27. јуна 2020. године, након смрти 111-годишњег Думитруа Команескуа из Румуније, постао је најстарији живи мушкарац у Европи.
12. августа 2021. године, након смрти 113-годишњег Емилиа Флореса Маркeза из Порторика, постао је најстарији живи мушкарац на свету.
Сатурнино де ла Фуенте Гарсија преминуо је у Леону, Кастиља и Леон, Шпанија, 18. јануара 2022. године, у доби од 112 година и 341 дан. Након његове смрти, тада 112-годишњи Хуан Висенте Перез из Венецуеле, преузео је титулу најстаријег живог мушкарца на свету.